# Штявницьке Банє
Штявницьке́ Банє (словац. Štiavnické Bane) — село в окрузі Банська Штявниця Банськобистрицького краю Словаччини. Станом на січень 2017 року в селі проживало 786 людей. Протікає річка Рихнава.
В селі розташований шахтарський музей.

## Населення
| Рік:            | 1994. | 2004.   | 2014.   | 2024.   |
| --------------- | ----- | ------- | ------- | ------- |
| Кількість осіб: | 841   | 773     | 836     | 839     |
| Різниця:        |       | -8,08 % | +8,15 % | +0,35 % |

| Рік:            | 2023. | 2024.   |
| --------------- | ----- | ------- |
| Кількість осіб: | 832   | 839     |
| Різниця:        |       | +0,84 % |